# Ben Heppner
Ben Heppner (Murrayville, Columbia Británica; 14 de enero de 1956) es un tenor canadiense considerado uno de los mejores exponentes del canto wagneriano y sucesor de su compatriota Jon Vickers.

## Trayectoria
Estudió en la University of British Columbia atrayendo atención internacional al ganar el CBC Talent Festival de 1979. En 1988 ganó el Birgit Nilsson Prize. 
Su consagración llegó en Seattle como Tristan de Tristan und Isolde de Wagner en 1998 junto a Jane Eaglen, convirtiéndose en el Tristan por excelencia de su generación. Lo cantó en Berlín, Chicago, Salzburgo y Florencia. Con la soprano inglesa lo interpretó nuevamente en 1999 en el Metropolitan Opera dirigido por James Levine, en el teatro neoyorquino debutó en 1991 como Idomeneo de Mozart regresando en Jenufa, Los maestros cantores de Núremberg, Fidelio, Otello, Rusalka, Lohengrin, Parsifal, La dama de picas, Ariadne auf Naxos y Andrea Chénier papel con el que debutó en 1996 en el Teatro Colón de Buenos Aires.
En 1992 estrenó McTeague de William Bolcom en la Lyric Opera of Chicago donde también cantó Peter Grimes de Britten presentándose en Covent Garden y la Opéra National de Paris. En La Scala cantó Oberon de Weber, en Viena Die Frau ohne Schatten , Samson y Dimitrij de Antonín Dvořák en Múnich. Es además un recitalista muy apreciado.

## Honores
Ha recibido doctorados honorarios de la Queen University (2006), McMaster Divinity College (2005), York University (2003), Memorial University of Newfoundland (2003), Universidad de Toronto (2002), McGill University (2002), y la Universidad de Columbia Británica (1997). Fue condecorado Member of the Order of Canada en 1999, Officer en 2000 y Companion en 2008.

## Discografía de referencia
- 1992 - Weber: Oberon (Hüon von Bordeaux). Cologne Philharmonic Orchestra - Gürzenich Orchestra, James Conlon

- 1993 - Puccini: Turandot (Calaf). Eva Marton, Margaret Price, Münchner Rundfunkorchester, Roberto Abbado.

- 1994 - Wagner: Die Meistersinger von Nürnberg (Walther von Stolzing). Cheryl Studer, Bernd Weikl. Bavarian State Orchestra, Wolfgang Sawallisch.

- 1995 - Massenet: Hérodiade (Jean). Orchestre du Capitole de Toulouse, Michel Plasson.

- 1995 - Wagner: Lohengrin (Lohengrin). Orquesta Sinfónica de la Radio de Baviera, Sir Colin Davis.

- 1996 - Beethoven: Fidelio (Florestan). Deborah Voigt, Orquesta Sinfónica de la Radio de Baviera, Sir Colin Davis

- 1997 - Wagner: Die Meistersinger von Nürnberg (Walther von Stolzing). Chicago Symphony Orchestra, Sir Georg Solti. Decca.

- 1997 - Wagner: The Flying Dutchman (Erik). Deborah Voigt, James Morris. Metropolitan Opera Orchestra, James Levine.

- 1997 - Strauss: Die Frau ohne Schatten (the Emperor). Deborah Voigt. Staatskapelle Dresde, Giuseppe Sinopoli.

- 1998 - Dvořák: Rusalka (Prince). Renée Fleming. Czech Philharmonic Orchestra, Sir Charles Mackerras.

- 2001 - Berlioz: Les Troyens (Énée). London Symphony Orchestra, Sir Colin Davis.

- 2001 - Strauss: Ariadne auf Naxos (Tenor/Bacchus). Deborah Voigt, Anne Sofie von Otter. Staatskapelle Dresde, Giuseppe Sinopoli.

sinfonico-vocal:
- 1984 - Bach: Cantata n.º 140. CBC Vancouver Orchestra, Wayne Riddell.

- 1994 - Mahler: Das Lied von der Erde. Marjana Lipovsek. Cologne Radio Symphony Orchestra, Gary Bertini.

- 1996 - Beethoven: Symphony n.º 9. Berlin Philharmonic Orchestra, Claudio Abbado.

- 1997 - Mahler: Symphony n.º 8. Orquesta Sinfónica de la Radio de Baviera, Sir Colin Davis.

- 2000 - Mahler: Das Lied von der Erde. Waltraud Meier. Orquesta Sinfónica de la Radio de Baviera, Lorin Maazel.

- 2001 - Mahler: Symphony n.º 8. Royal Concertgebouw Orchestra, Riccardo Chailly.

- 2004 - Arnold Schönberg: Gurre-Lieder. Munich Philharmonic Orchestra, James Levine.

- 2004 - Wagner: Siegfried, 3rd Act. Munich Philharmonic Orchestra, James Levine.

DVD:'
- Beethoven: Fidelio (Florestan) - Karita Mattila, James Levine, Metropolitan.

- Wagner: Die Meistersinger von Nürnberg (Walther von Stolzing)- Karita Mattila, James Morris. James Levine

- Wagner: Tristan und Isolde - Jane Eaglen, René Pape. James Levine, Metropolitan